# Blondfire
Blondfire — инди-поп-группа из Нью-Йорка, состоящая из дуэта родных брата и сестры Брюса и Эрики Дрисколл. Группа была создана в октябре 2002 года под названием "Astaire", однако в июле 2005 была переименована "Blondfire" из-за официальных предупреждений сменить название со стороны компании-представителя лицензионных прав на имя Фреда Астера

## Детство
Брюс и Эрика Дрисколл родом из города Гранд-Рапидс, штат Мичиган. Хотя большую часть своего детства они провели в Бразилии. Благодаря своей матери- бразильянки по национальности и отцу-американцу они являются полноправными гражданами обеих стран. Увлечение музыкой зародилось в семье Дрисколл ещё в школе. Брюс, Эрика, а также их старшая сестра Моника в старших классах создали группу «Nectar». Позже группа распалась в результате несогласий с политикой продюсерской компании EMI, призывавшая их к более простому звучанию песен. В 2002 году песня «Life Out Loud» принесла трио удачу занять второе место в британском конкурсе по написанию песен.

## Astaire
В октябре 2004 года Брюс и Эрика организовали группу "Astaire". На протяжении более чем полугода они записывали песни в подвале родительского дома, выступая иногда на публике в пределах родного штата. За это время дуэт был упомянут в таких изданиях, как z!nk, America, YRB, College Music Journal, а также в Entertainment Weekly. Две из их песен, а именно "Maximum Speed" и "Today" были выбраны для пятого и шестого сезона телевизионного шоу Лето наших надежд.
Брюс и Эрика переехали в Нью-Йорк в апреле 2004 года для записи альбома "Weightless" с группой Ivy. В октябре того же года они выпустили свой первый альбом под названием Don’t Whisper Lies, использовав для этого собственный записывающий лейбл "Wax Divine".
В начале 2005 года группа объявила, что их сингл "L-L-Love" войдёт в саундтрек сразу к двум фильмам Если свекровь - монстр и Без ума от любви.
В апреле того же года дуэт отправился в тур по 14 крупнейшим городам США, включая Вашингтон, Бостон, Сан-Франциско, Чикаго, Детройт, Сиэтл и Торонто с группами Ivy, Robbers on High Street и канадскими Stars.

## Blondfire
Вопрос о смене названия группы встал в середине тура, когда представители лиценционных прав на имя Фреда Астера попросили дуэт немедленно сменить название. Столкнувшись c вызовом официальных денежных выплат, группа была вынуждена сменить название на «Blondfire». Через некоторое время, уже под другим именем, «Blondfire» объявили, что песня «L-L-Love» с альбома «Don’t Whisper Lies» будет доступна в музыкальном интернет-магазине iTunes Store, а также о записи трёх новых песен: «Paper Doll», «Running Back», and «Fade to Pale».
Почти сразу же альбом «Don’t Whisper Lies» был официально признан #1 поп альбомом по скачиванию в iTunes Store  (недоступная ссылка) и #9 в чарте всех представленных альбомов. Песня «L-L-Love» была скачана около 300,000 раз.
4 декабря 2005 года «Blondfire» записали три новые песни: «It’s Been Christmas Here», «Where’s the Cheer», and «Underneath the Mistletoe», а также новую версию «Baby Blue» в рамках iTunes Exclusive Holiday EP.
В октябре 2006 года «Blondfire» подписали контракт с звукозаписывающей компанией EMI Records UK. В недавнем интервью Брюс Дрисколл заявил, что группа прекратила сотрудничество с EMI Records.  Архивная копия от 10 марта 2014 на Wayback Machine Тем не менее, новый альбом группы вышел в полной версии в апреле 2008 года.

## Дискография
- Don't Whisper Lies (EP)
- iTunes Live Session (EP)
- iTunes Exclusive Holiday EP
- My Someday (2008)
- Win the Game (2012)
- True Confessions EP (2016)